# Middlesex, Vermont
Middlesex är en kommun (town) i Washington County i delstaten Vermont i USA. Vid folkräkningen år 2000 bodde 1 729 personer på orten. Den har enligt United States Census Bureau en area på totalt 103,2 km², varav 0,5 km² är vatten. 